# Boris Papandopulo
Boris Papandopulo (* 25. Februar 1906 in Honnef; † 16. Oktober 1991 in Zagreb) war ein kroatischer Komponist und Dirigent.

## Leben
Boris Papandopulo begann seine musikalische Karriere als Chorleiter und Dirigent in Split (1935–1938 und Dirigent der Oper in Split 1968–1974), Dirigent und Intendant in Rijeka (1946–1948 und 1953–1959), Chorleiter des Rundfunkorchesters und der Oper in Zagreb (1940–1945), Intendant der Oper in Zagreb (1943–1945) und Dirigent der Oper in Sarajevo. Seine über 400 Kompositionen umfassen Bühnen- und Orchesterwerke, Kammermusik, Werke für Soloinstrumente, Geistliche Werke, Werke für Gesang und Chorwerke. Papandopulo verbindet Elemente der kroatischen Volksmusik mit Zwölftonmusik und hoher Anforderung an Virtuosität.
Boris Papandopulo nimmt in der Musikgeschichte Kroatiens einen ganz besonderen Platz ein. Als Sohn Konstantin Papandopulos, eines Barons griechischer Herkunft (dessen Vater der russische Zar Alexander als Belohnung für das Ersticken von Aufständen im Kaukasus als Erbgut eine ganze Stadt geschenkt hat: Stawropol) und der großen kroatischen Sängerin Maja Strozzi wuchs er in Zagreb auf, absolvierte dort seine Schulausbildung und verbrachte beinahe sein ganzes Leben ausschließlich in Kroatien. Nach Musikstudien bei Franjo Dugan und dem berühmten Musikpädagogen und Komponisten Blagoje Bersa, bei welchem er Unterricht in Komposition genoss, ließ sich Papandopulo in Wien am Neuen Wiener Konservatorium in der Meisterklasse von Dirk Fock zum Dirigenten ausbilden. Er wurde auf dem Mirogoj-Friedhof in Zagreb beigesetzt.

## Werk
In seinen Kompositionen verschmolz er nicht selten Einflüsse von Jazz und Folklore-Idiomen mit Neo-Stilistischem aus dem 20. Jahrhundert wie der Dodekaphonie und scheute auch nicht vor Ausflügen in das Reich der Trivialmusik und des Schlagers zurück.